# The Next Voice You Hear...
The Next Voice You Hear... is een Amerikaanse dramafilm uit 1950 onder regie van William A. Wellman. Destijds werd de film in Nederland uitgebracht onder de titel Tot U zal spreken.

## Verhaal
Het rustige leventje van Joe en Mary Smith komt danig op zijn kop te staan, als ze ineens de stem van God op de radio menen te horen. De gebeurtenis laat ook een diepe indruk na op de andere inwoners van het alledaagse stadje.

## Rolverdeling
| Acteur         | Personage      |
| -------------- | -------------- |
| James Whitmore | Joe Smith      |
| Nancy Davis    | Mary Smith     |
| Gary Gray      | Johnny Smith   |
| Lilian Bronson | Tante Ethel    |
| Art Smith      | Fred Brannan   |
| Tom D'Andrea   | Hap Magee      |
| Jeff Corey     | Freddie Dibson |